# Antarchaea pentheus
Antarchaea pentheus är en fjärilsart som beskrevs av Fawcett 1916. Antarchaea pentheus ingår i släktet Antarchaea och familjen nattflyn. Inga underarter finns listade i Catalogue of Life.